# Потапов, Михаил Михайлович (футболист)
Михаи́л Миха́йлович Пота́пов (род. 31 июля 1944, Красноармейск, Московская область, СССР) — советский футболист и тренер, с 2007 года администратор команды «Текстильщика» из Иваново.

## Карьера
Выступал на позиции полузащитника в командах СКА (Хабаровск), «Уралмаш», «Текстильщик». Всего в первенствах страны он провел 487 игр, из которых 172 отыграл в Первой советской лиге и 315 матчей — во Второй.

### Текстильщик (Иваново)
Большую часть своей жизни Михаил Потапов посвятил ивановскому «Текстильщику». За него он в качестве футболиста выступал с 1971 по 1978 годы. В 1972 году он принимал участие в двух играх команды с киевским «Динамо» в розыгрыше 1/16 Кубка СССР по футболу. В первом из матчей Потапов отметился забитым голом.
После завершения карьеры он 3 года входил в тренерский штаб команды. Работал тренером ДЮСШ «Текстильщик», где возглавлял группу спортивного совершенствования, выступавшую как молодёжный состав «Текстильщика». Одновременно он был главным тренером ивановской команды завода автокранов. Её Потапов дважды приводил к победе в чемпионате Ивановской области.
В 1999 года, после того, как «Текстильщик» не смог заявиться в профессиональный футбол, Михаил Потапов организовал клуб ФК «Иваново», который стал выступать на первенстве КФК и стал продолжателем истории команды. В 2001 году она получила название «Текстильщикъ». Через год ему удалось вернуть место клубу в профессиональном футболе.
Затем Михаил Потапов работал в «Текстильщике» на различных постах. С 2007 года он занимает должность администратора команды. Сейчас в клубе он курирует деятельность молодёжной и юношеских команд «Текстильщика».

## Образование
В 1968 году окончил филиал Омского института физкультуры Высшей школы тренеров. Также Потапов закончил ивановский педагогический институт в 1975 году.

## Семейное положение
Женат.